# Ericthonius brasiliensis
Ericthonius brasiliensis är en kräftdjursart som först beskrevs av James Dwight Dana 1853.  Ericthonius brasiliensis ingår i släktet Ericthonius och familjen Ischyroceridae. Arten är reproducerande i Sverige. Inga underarter finns listade i Catalogue of Life.